# Giancarlo Santalmassi
Giancarlo Santalmassi (Roma, 20 ottobre 1941 – Roma, 4 giugno 2025) è stato un giornalista e conduttore radiofonico italiano, dal 2005 al 2008 direttore responsabile di Radio 24.

## Biografia
Entrò alla RAI nel 1961. Fu il primo giornalista italiano, dopo la nomina a caposervizio, che propose una conduzione di TG all'americana. 
La mattina del 16 marzo 1978 annunciò per primo in televisione (edizione straordinaria del TG2, ore 10:01:30) la notizia del rapimento di Aldo Moro e dell'annientamento della sua scorta per opera delle Brigate Rosse, caso che fu da lui seguito giorno per giorno fino al ritrovamento (9 maggio) del cadavere dello statista.
Altre vicende da lui descritte furono l'attentato al papa Giovanni Paolo II (13 maggio 1981) e la tragedia di Vermicino (10-13 giugno 1981), seguita per tre giorni in diretta televisiva dall'intero Paese.
Tra il 1992 e l'inizio del 1993 curò due edizioni di Nonsolofilm - Voglio scoprir l'America, ciclo filmico con dibattito in studio incentrato sugli USA, in occasione del cinquecentenario della scoperta dell'America.
Nel 1994 venne nominato vicedirettore dei GR RAI e nel 1998 direttore di Radio RAI. In quegli anni inaugurò e condusse il programma radiofonico Zapping.
Nel 1999 passò a Radio 24, dove condusse le trasmissioni Viva Voce (talk show politico) e Hellzapoppin'. Nel 2000 seguì la vicenda dell'italoamericano Derek Rocco Barnabei, accusato di omicidio e successivamente condannato a morte dopo un discutibile processo. Nella puntata del 22 marzo 2002 di Viva Voce, l'ex presidente della Repubblica Francesco Cossiga criticò pesantemente Antonio D'Amato, allora presidente della Confindustria (proprietaria della radio). Per questo motivo, nel 2003 venne allontanato dalla radio.
Rientrò nell'ottobre 2005 assumendo la direzione dei programmi e della testata giornalistica. Introdusse subito un'innovativa (per la radio) rubrica di Lettere al direttore. Fece rinascere la trasmissione Viva Voce, poi assegnata ad Alessandro Milan. Curò per qualche tempo anche la trasmissione Una poltrona per due.
Durante la trasmissione del 5 aprile 2006 fu protagonista di un litigio in diretta con Giulio Tremonti. Successivamente a questo verrà rimosso dalla conduzione del programma.
Da ottobre 2008 fu sostituito alla guida di Radio 24 da Gianfranco Fabi.